# Tassilo Bonzel
Tassilo Reinhard Bonzel (* 1944 in Olpe, Westfalen) ist ein deutscher Mediziner und Kardiologe.

## Leben
Bonzel studierte von 1963 bis 1969 Medizin in Berlin, München und Münster und promovierte 1977 an der Universität Düsseldorf. Als Medizinalassistent und Assistenzarzt arbeitete er in den Fächern Pathologie, Chirurgie, Gynäkologie/Geburtshilfe und Innere Medizin auch an der Universität Münster. Eine spezielle kardiologische Weiterbildung erhielt er am Gollwitzer-Meier-Institut Bad Oeynhausen (heute Herz- und Diabeteszentrum Nordrhein-Westfalen), dort zusammen mit Ulrich Sigwart unter Ulrich Gleichmann, in den USA am St. Joseph’s Hospital der Syracuse University of New York (SUNY, Prof. Gensini) und an der University of Massachusetts Medical School in Worcester/Boston (bei Joseph Stephen Alpert), sowie in der Medizinischen Universitätsklinik Freiburg im Breisgau (bei Hanjörg Just).
1983 habilitierte sich Bonzel in Freiburg über die Bildgebung bei Herzkatheteruntersuchungen. Er war außerplanmäßiger Professor an der Albert-Ludwigs-Universität Freiburg. Bis April 2009 war er Direktor der Medizinischen Klinik I (Kardiologie) am Klinikum Fulda, einem Akademischen Lehrkrankenhaus der Philipps-Universität Marburg. 
Zusammen mit Christian Hamm und weiteren Koautoren verfasste er die DGK-Leitlinie „Koranare Katheterintervention (PCI)“ und ist Koautor der Leitlinie „Diagnostische Herzkatheteruntersuchung“.
2002 erhielt er den Sven-Effert-Preis, 2020 wurde er mit der Carl-Ludwig-Ehrenmedaille der Deutschen Gesellschaft für Kardiologie ausgezeichnet.
Tassilo Bonzel ist verheiratet mit Helen Bonzel, der Gründerin und Direktorin der Kinder-Akademie Fulda und Trägerin der Goethe-Plakette des Landes Hessen 2001, mit der er drei Kinder hat. Er ist Mitglied der KAV Suevia Berlin und der KDStV Aenania München im CV.

## Werke
- Leitfaden Herzkatheter (Erweiterung der Leitlinien) mit C. Hamm und Koautoren, Steinkopff-Verlag 2009
- Beitrag in Evolution of Cardiac Catheterization and Interventional Cardiology der European Society of Cardiology (ESC), Iatric Press 2006
- Beitrag in Textbook of Cardiology der ESC (erscheint 8/2011) über Herzkatheter.